# Grave (terrain)
Pour les articles homonymes, voir Grave.
En mécanique des sols, on appelle grave un sol dit propre (c'est-à-dire sans matrice), constitué de grosses particules et sans argiles.
En géographie, la grave est, dans le Sud-Ouest de la France, un terrain graveleux constitué de graviers fluviatiles, prisé pour la viticulture, qui peut inclure du sable ou du limon. Ce mot gascon d'origine pré-latine est apparenté au mot français grève (berge caillouteuse ou sablonneuse). 

## Viticulture
Le terme gascon « Las gravas de Bordèu » (prononcé [las.ˈgra.βəs.de.bur.ˈdɛw]), littéralement « Les Graves de Bordeaux », désignant le sol, a donné son nom aux vignoble des Graves, région et appellation viticole réputée du Bordelais. C'est un cas unique en France. L’ancienneté et l’originalité de cette désignation rappellent le rôle majeur que joue le terroir dans la qualité des vins de Graves.